# 王四连
王四连（1945年11月—），北京平谷人。中华人民共和国女性政治人物。中共十六大代表。
1971年6月加入中国共产党。北京钢铁学院物理化学系稀有金属冶炼专业毕业。历任湖南省株洲市妇联主任；中共株洲市委常委、宣传部部长；湖南省妇联副主任、主任；湖南省总工会主席；湖南省人大常委会副主任、党组成员等职。2011年2月退休。